# Owen Woodhouse
Arthur Owen Woodhouse (Napier, 18 de julio de 1916-Auckland, 15 de abril de 2014) fue un jurista de Nueva Zelanda y presidente de las comisiones gubernamentales.

## Biografía
Woodhouse nació en Napier y completó un LL en la Universidad de Auckland en 1940. Sirvió como teniente comandante de la Royal New Zealand Naval Volunteer Reserve durante la Segunda Guerra Mundial sobre motor torpederos y era un oficial de enlace con el Partisano yugoslavo en 1943. Dos años más tarde, sirvió en la Embajada Británica en Belgrado como ayudante del Agregado Naval. Recibió la Cruz de Servicio Distinguido en 1944 por las operaciones navales en el Adriático.
Woodhouse se designó juez de la Corte Suprema de Nueva Zelanda en 1961, y luego el Tribunal de Apelación de Nueva Zelanda en 1974. Ese mismo año, se convirtió en consejero privado en el Comité Judicial. Fue Presidente de la Corte de Apelación de 1981 hasta su retiro en 1986, tras lo cual fue nombrado Presidente de la Comisión de Derecho hasta 1991.
Woodhouse fue el presidente de la Comisión Real sobre accidentes del trabajo 1966-1967, que produjo el Informe Woodhouse que recomienda un esquema de compensación de accidentes "sin culpa". Fue comisionado en 1974 por el Gobierno de Australia, con el resultado del informe de la Comisión Nacional de Investigación, "indemnización y rehabilitación en Australia", ahora se conoce como el Informe Woodhouse Australia. En 1988, se elaboró un tercer informe, "Lesiones Personales: Prevención y recuperación", que recomendó poner fin a las disparidades entre el tratamiento de las víctimas de accidentes y los incapacitados por enfermedad o dolencia.

## Reconocimiento
Los logros de Woodhouse fueron reconocidos por el premio del doctor honoris causa en Derecho por la Universidad Victoria de Wellington y la Universidad de York, Toronto, en 1978 y 1981, respectivamente. Fue nombrado Caballero del Reino en 1974, Caballero Comandante de la Orden del Imperio Británico en 1981 en el Cumpleaños de la Reina con honores y un miembro adicional de la Orden de Nueva Zelanda en 2007.

## Muerte y legado
Woodhouse murió el 15 de abril de 2014 a la edad de 97 años. El parlamento interrumpe sus actividades para rendir un momento de silencio en su honor. El primer ministro John Key dijo que "Sir Owen Woodhouse era un hombre cuya vida ejemplifica el servicio público y el deber de su país... Él deja un legado realmente importante". El líder de la Oposición David Cunliffe describe a Woodhouse como un "gran neozelandés", diciendo que "aportaciones desinteresadas de Sir Owen a la vida pública han sido incalculable... neozelandeses deben una deuda especial de gratitud a Sir Owen por su innovador trabajo como presidente de la Comisión Real sobre accidentes del trabajo 1966-1967". El presidente del Tribunal Supremo, Dame Sian Elias dijo que Woodhouse " fue un destacado jurista con una pasión para el desarrollo social de justicia. Él fue un reformador y un gran neozelandés". El Presidente de la Sociedad Jurídica de Nueva Zelanda, Chris Moore, lo llamó "uno de los más grandes juristas [de Nueva Zelanda]". El ex primer ministro Sir Geoffrey Palmer, para quien Woodhouse era un mentor y amigo, declaró que "era un hombre de inteligencia asombrosa y maravillosa humanidad".